# Miro Baldo Bento
Miro Baldo Bento (Dili, 4 giugno 1975) è un ex calciatore indonesiano, di ruolo attaccante.

## Carriera

### Club
Ha giocato dal 1992 al 1999 al Persija. Nel 1999 si è trasferito al PSM Makassar. Nel 2003 ha giocato al Bali. Nel 2004 è passato al Persijap Jeapara. Nel 2006 ha militato al Persmin Minahasa. Nel 2007 è stato acquistato dal Persela Lamongan. Nel 2008 si è trasferito al PSBL Langsa. Nel 2010 è passato al PSIS Semarang. Nel 2010 si è ritirato.

### Nazionale
Ha giocato con la nazionale indonesiana. Ha collezionato in totale, con la maglia della nazionale indonesiana, 9 presenze e 3 reti.